# Stor fladstjerne
Stor fladstjerne (Stellaria holostea) er en 15-30 cm høj urt, der vokser i skov og krat. Arten er et velkendt element i en dansk skovbund.

## Beskrivelse
Stor fladstjerne er en flerårig urt med en opstigende og rodslående stængel, der er firkantet. De siddende, lancetformede blade er omkring 3-7 cm lange. Planten blomstrer i maj-juni med 8-20 blomster i standen. Bægerbladene er 6-9 mm, mens de hvide kronblade er ca. dobbelt så lange og er kløvet ind til midten.

## Voksested
Stor fladstjerne vokser på fugtig muldbund i f.eks. løvskove. Den er almindelig i det meste af Danmark (sjældnere i Vestjylland).
| Portal | Portal:Botanik |